# کیریل لونیکوف
کیریل لونیکوف (به روسی:Кирилл Николаевич Левников؛ زاده ۱۱ فوریهٔ ۱۹۸۴) یک بازیکن سابق، و داور فوتبال روسیه‌ای است.
نام او در سال ۲۰۱۶ به فهرست داوران بین‌المللی فیفا اضافه شد.